# Dordi Nordby
Dordi Agate Nordby (ur. 8 kwietnia 1964 w Bærum) – norweska curlerka praworęczna ze Snarøya. Zdobyła szereg medali w znaczących międzynarodowych zawodach podczas swojej blisko trzydziestoletniej kariery, włączając w to dwa złote medale na mistrzostwach świata i dwa złote na mistrzostwach Europy.
Zadebiutowała jako reprezentantka Norwegii w 1981 na ME, po dwóch latach zdobyła pierwszy, srebrny, medal. Wzięła udział w olimpiadzie zimowej odbywającej się w Calgary, gdzie zdobyła brązowy medal, który nie miał oficjalnie znaczenia, gdyż curling włączono do programu igrzysk olimpijskich w Nagano w 1998 roku. W 1990 i 1991 już jako skip Dordi osiągnęła szczyt swojej formy, prowadząc drużynę norweską do serii zwycięstw.
Wraz ze swoim zespołem zdobyła szereg nagród, jak chociażby brązowe medale mistrzostw w 1993, 1995, 1996, 2000 roku oraz srebro w 1997. Jednak jak dotąd nie udało jej się wywalczyć medalu na Olimpiadzie. Jej dotychczasowe starty zakończyły się na pozycji piątej w Nagano, siódmej w Salt Lake City i czwartej w Turynie.
Drużyna Dordi poniosła stratę, kiedy Hanne Wood musiała zakończyć swoją karierę, ze względu na kontuzję kolana. Jednakże wkrótce do zespołu dołączyła juniorka Linn Githmark i na Mistrzostwach Świata 2004, co zaowocowało srebrnym medalem, a w kolejnym roku - brązowym. Jakkolwiek w 2005 roku Githmark nie była już członkiem drużyny.
W 2003 Dordi wygrała nagrodę imienia Frances Brodie. Wyróżnienie to przyznawane jest graczowi, przez pozostałych uczestników, który wyróżnił się sportową postawą podczas zawodów. Nordby znana jest z tego, że na każdy mecz zabiera ze sobą termos z kawą i była nałogowym palaczem, jednak deklaruje, iż rzuciła palenie po blisko 25 latach. Dordi zapowiada, że będzie grać w curling dopóki „nie połamie kolan”.
W styczniu 2007 ogłosiła zakończenie kariery sportowej, jednak ponownie wygrała mistrzostwa kraju i reprezentowała Norwegię na Mistrzostwach Europy 2007 w grupie B. Norwegia wygrała Round-Robin, w fazie play off przegrała półfinał z Angilą 4:5. Gra w małym finale nie dawała możliwości awansu do grupy A więc Nordby po 2 endzie poddała mecz z Francją.
Dordi Nordby wystartowała w World Curling Tour 2008/2009 (w Oslo Cup), została sklasyfikowana na 5. pozycji i wygrała 910 dolarów.

## Drużyna
- Marianne Rørvik
- Camilla Holth
- Charlotte Hovring

Byłe zawodniczki:
- Kristin Skaslien
- Marianne Haslum
- Linn Githmark
- Hanne Wood

## Statystyki
| Rok  | Zawody               | Miejsce |
| ---- | -------------------- | ------- |
| 1981 | Mistrzostwa Europy   | 4       |
| 1982 | Mistrzostwa Świata   | 4       |
| 1983 | Mistrzostwa Europy   | 2       |
| 1985 | Mistrzostwa Europy   | 3       |
| 1986 | Mistrzostwa Europy   | 9       |
| 1987 | Mistrzostwa Europy   | 3       |
| 1988 | Igrzyska Olimpijskie | 3       |
|      | Mistrzostwa Europy   | 5       |
| 1989 | Mistrzostwa Świata   | 2       |
|      | Mistrzostwa Europy   | 5       |
| 1990 | Mistrzostwa Świata   | 1       |
|      | Mistrzostwa Europy   | 1       |
| 1991 | Mistrzostwa Świata   | 1       |
| 1992 | Igrzyska Olimpijskie | 2       |
|      | Mistrzostwa Świata   | 6       |
| 1993 | Mistrzostwa Świata   | 3       |
|      | Mistrzostwa Europy   | 3       |
| 1994 | Mistrzostwa Europy   | 3       |
| 1995 | Mistrzostwa Świata   | 3       |
|      | Mistrzostwa Europy   | 4       |
| 1996 | Mistrzostwa Świata   | 3       |
|      | Mistrzostwa Europy   | 5       |
| 1997 | Mistrzostwa Świata   | 2       |
|      | Mistrzostwa Europy   | 7       |
| 1998 | Igrzyska Olimpijskie | 5       |
|      | Mistrzostwa Świata   | 4       |
|      | Mistrzostwa Europy   | 6       |
| 1999 | Mistrzostwa Świata   | 4       |
|      | Mistrzostwa Europy   | 1       |
| 2000 | Mistrzostwa Świata   | 3       |
|      | Mistrzostwa Europy   | 2       |
| 2001 | Mistrzostwa Świata   | 8       |
|      | Mistrzostwa Europy   | 5       |
| 2002 | Igrzyska Olimpijskie | 7       |
|      | Mistrzostwa Świata   | 3       |
|      | Mistrzostwa Europy   | 3       |
| 2003 | Mistrzostwa Świata   | 4       |
|      | Mistrzostwa Europy   | 6       |
| 2004 | Mistrzostwa Świata   | 2       |
|      | Mistrzostwa Europy   | 3       |
| 2005 | Mistrzostwa Świata   | 3       |
|      | Mistrzostwa Europy   | 4       |
| 2006 | Igrzyska Olimpijskie | 4       |
|      | Mistrzostwa Świata   | 7       |
|      | Mistrzostwa Europy   | 9       |